# الزویب
الزویب یک منطقهٔ مسکونی در عربستان سعودی است که در استان مکه واقع شده‌است.